# أليساندرو لوبيز بيريرا
أليساندرو لوبيز بيريرا (13 فبراير 1984 في البرازيل - ) هو لاعب كرة قدم برازيلي في مركز الدفاع. لعب مع أتلتيكو باراناينسي وChungju Hummel FC ‏.

## وصلات خارجية
- أليساندرو لوبيز بيريرا على موقع دوري كوريا الجنوبية (الإنجليزية)
- أليساندرو لوبيز بيريرا على موقع قاعدة بيانات كرة القدم.إي يو (الإنجليزية)